# Sassnitz (Schiff, 1959)
| Die Sassnitz 1982  |                                                                                                |
| Sassnitz           |                                                                                                |
| Bauwerft:          | Neptunwerft, Rostock                                                                           |
| Kiellegung:        | 21. Oktober 1957                                                                               |
| Stapellauf:        | 12. Juli 1958                                                                                  |
| Indienststellung:  | 22. Juni 1959                                                                                  |
| Routen:            | Trajekt Saßnitz–Trelleborg Trajekt Saßnitz–Rønne Piräus–Rhodos–Limassol–Haifa Igoumenitsa–Bari |
| Technische Daten   |                                                                                                |
| Tonnage:           | 6164 BRT / 2318 NRT                                                                            |
| Länge:             | 137,50 m                                                                                       |
| Breite:            | 18,80 m                                                                                        |
| Tiefgang:          | 5,3 m                                                                                          |
| Antrieb:           | 4 Dieselmotoren Halberstadt 9 SV 66 Au                                                         |
| Gesamtleistung:    | 7060 kW                                                                                        |
| Geschwindigkeit:   | 18 Knoten                                                                                      |
| Passagiere:        | 1017 (nach Umbau 1400)                                                                         |
| Kabinenplätze:     | 12 (nach Umbau 428)                                                                            |
| Fahrzeugkapazität: | 40 Güterwaggons und 40 Pkw (nach Umbau 240 Pkw)                                                |
| Gleislänge:        | 398 m                                                                                          |
| Lademeter Fracht:  | nach Umbau 525 m                                                                               |
| Besatzung:         | 115 Mann                                                                                       |

Die Sassnitz war ein deutsches Eisenbahnfährschiff, das 27 Jahre auf der Königslinie zwischen Saßnitz und Trelleborg und 11 Jahre im Mittelmeer verkehrte.

## Geschichte

Die Eisenbahnfähre „Sassnitz“ auf einer DDR-Briefmarke von 1960

Die Sassnitz wurde 1958/59 auf der Neptunwerft in Rostock gebaut. Nach der Ablieferung am 22. Juni 1959 an die Deutsche Reichsbahn wurde sie auf der Linie Saßnitz-Trelleborg eingesetzt. Zeitweise verkehrte sie auch zwischen Saßnitz und Rønne. 
1986 wurde die Sassnitz an die Tochtergesellschaft Afroessa Lines der griechischen Reederei Arkadia Lines verkauft und auf den Namen Silver Paloma umgetauft. Nach einem Umbau fuhr sie bis 1993 auf der Linie Piräus–Rhodos–Limassol–Haifa. 1994 wurde sie auf der Linie Igoumenitsa–Bari eingesetzt. Ab 1995 fuhr sie auf der gleichen Strecke als Megistanas unter maltesischer Flagge. 1997 wurde sie in Eleusis aufgelegt. Im Jahr 2000 wurde das Schiff im indischen Alang verschrottet.

## Eigenschaften
Die Sassnitz war das letzte Schiff mit einer teilgenieteten Außenhaut, das auf der Neptunwerft gebaut wurde. Sie war 137,5 Meter lang, 18,8 Meter breit und hatte eine Seitenhöhe bis zu Wagendeck von 7,5 Metern. Der Volldecker wurde mit 6164 BRT und 2318 NRT vermessen, das Deplacement war 6974 Tonnen, die Tragfähigkeit 1843 Tonnen. Der Tiefgang betrug 5,3 Meter.
Angetrieben wurde die Sassnitz durch vier umsteuerbare, aufgeladene Viertakt-Dieselmotoren mit insgesamt 9600 PS. Diese arbeiteten paarweise auf zwei Schrauben. Die Geschwindigkeit betrug 18 Knoten. Ein Bugruder und ein zur Bauzeit neuartiges Bugstrahlruder mit Steuerdrehzylinder verbesserten die Manövriereigenschaften bei Langsam- und Rückwärtsfahrt.
Auf dem viergleisigen Wagendeck mit 398 Meter Gleislänge konnten 40 Güter- oder 16 Schnellzugwagen transportiert werden. Weiterhin fanden 40 Pkw und 1017 Passagiere Platz an Bord. Die Besatzung bestand aus 115 Personen.
Die Fahrgäste waren während der Fahrt in Salons untergebracht. Dem Kapitän stand ein Empfangsraum, ein Arbeitsraum sowie ein Schlafzimmer mit Bad zur Verfügung. Die Offiziere wurden in Einzelkabinen untergebracht.
Für den Einsatz im Mittelmeerraum wurden die Gleise entfernt, um die Zahl der zu transportierenden Kraftfahrzeuge auf 240 zu erhöhen. Durch den Umbau konnten 1400 Passagiere befördert werden. Zwei Rettungsboote wurden zugunsten eines Sonnendecks mit Schwimmbecken entfernt.

## Fotos

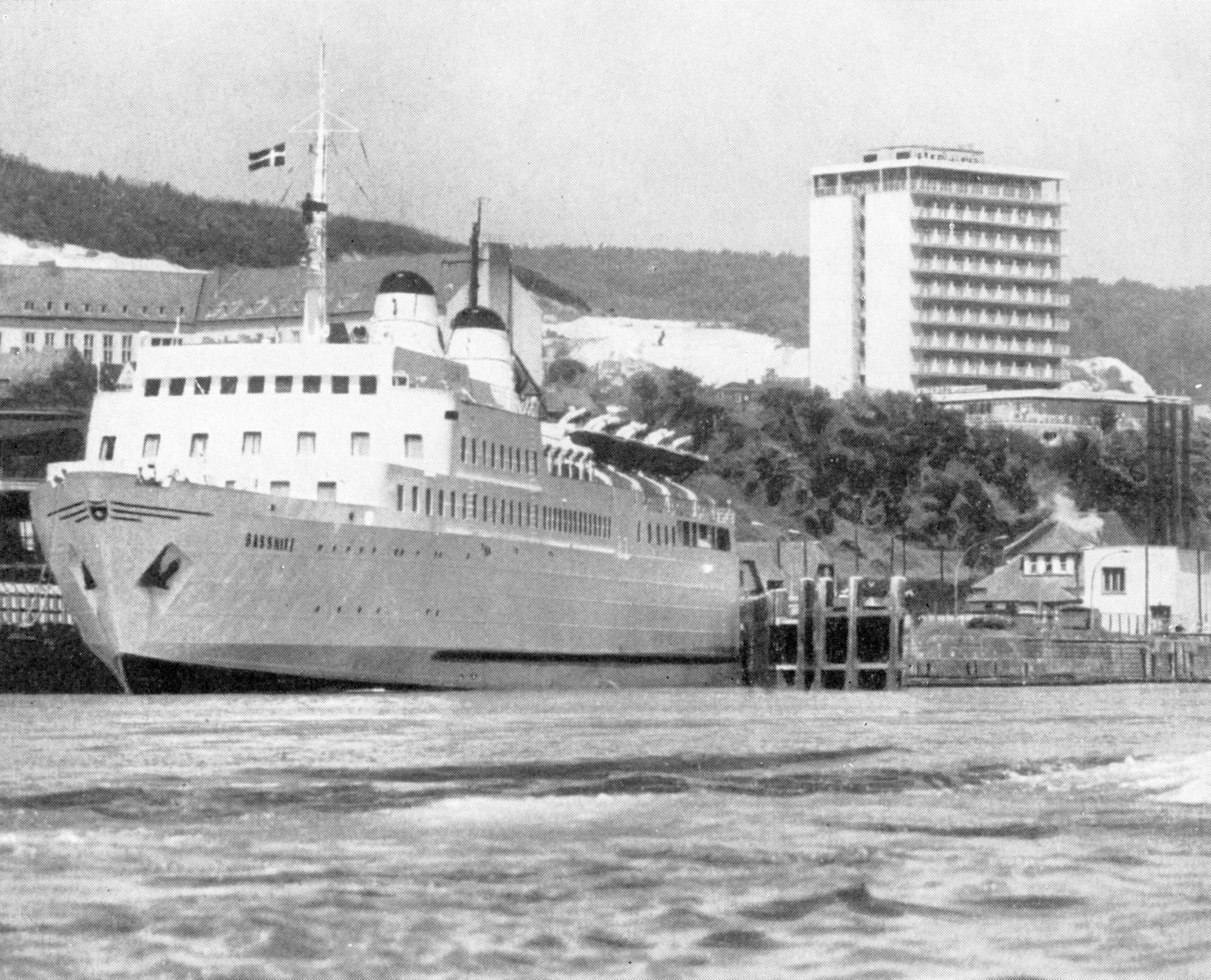
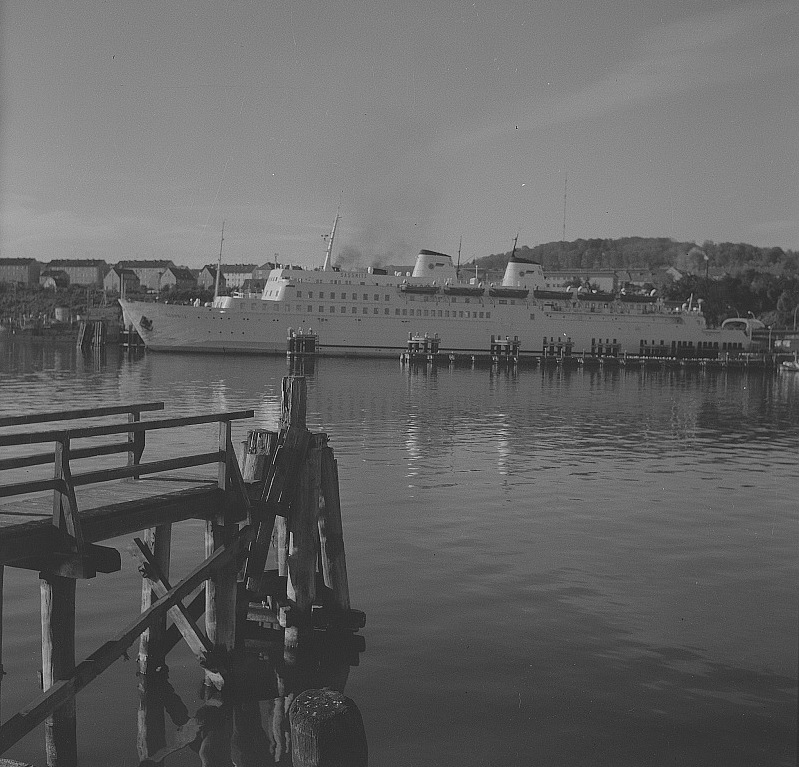
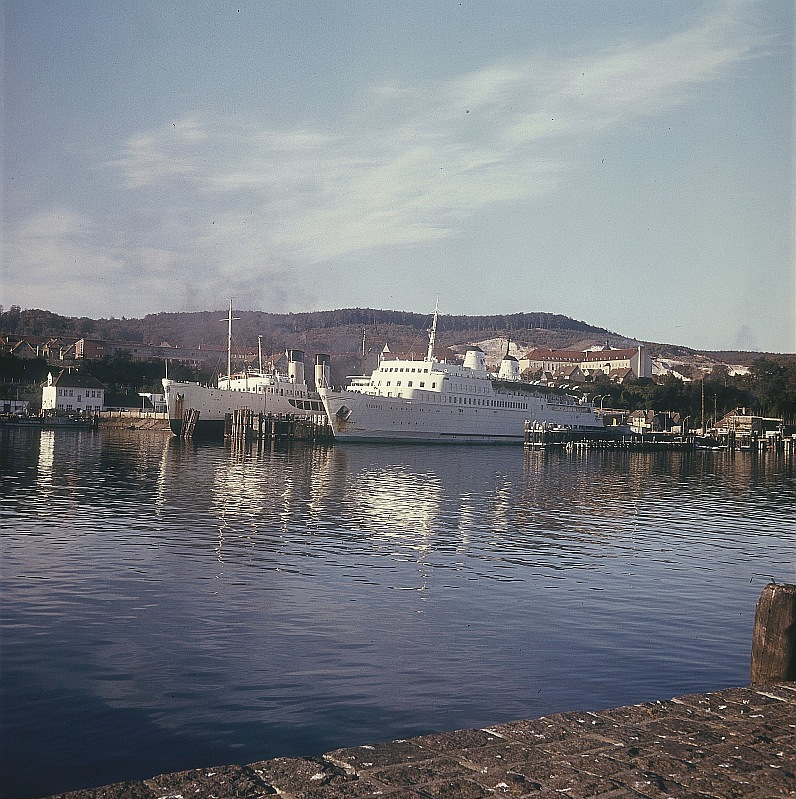
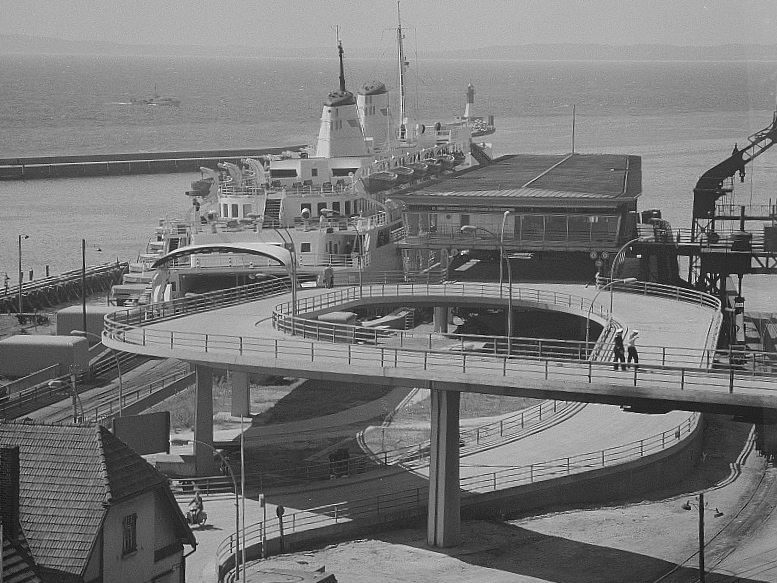
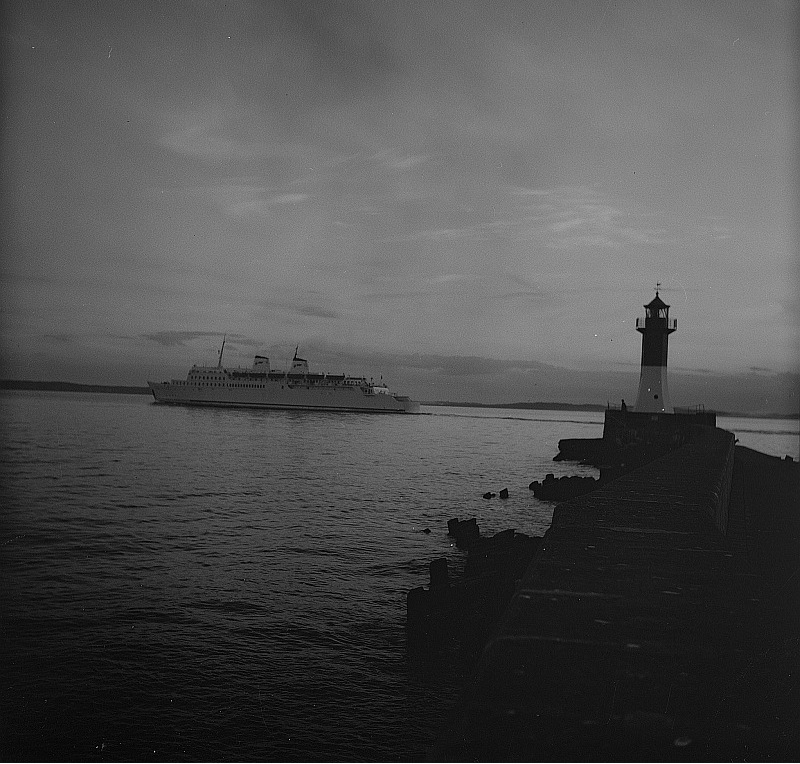
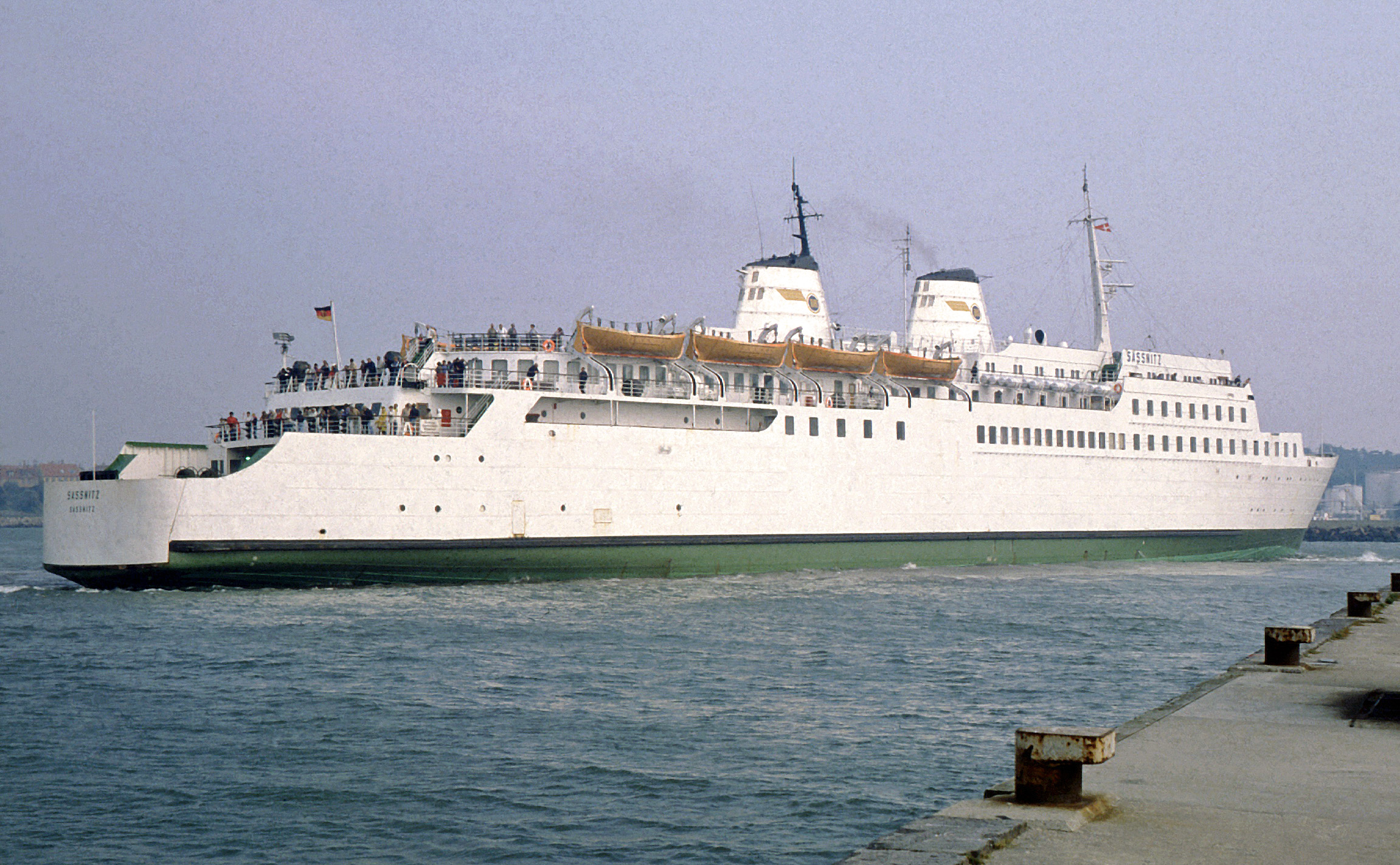